# Albrecht Weißker
Albrecht Bernhard Weißker (* 22. April 1817 in Schleiz; † 24. März 1898 in Gera) war ein deutscher Jurist und Politiker.

## Familie
Weißker war ein Sohn des Amtmanns in Schleiz Friedrich Christian Weißker (1781–1852) und dessen Ehefrau Renate Karoline geborene Geldern. Seine Brüder Otto (1808–1865) und Moritz (1814–1860) wurden ebenfalls Abgeordnete. Weißker, der evangelisch-lutherischer Konfession war, heiratete am 24. Mai 1855 in Köstritz L(o)uise Auguste Schlick (* 26. Januar 1824 in Gera; † 3. Juli 1896 ebenda), die Tochter des Ratskämmerers Johann Friedrich August Schlick in Gera. Heinrich Weißker war ein Neffe, Georg Schlick und Gustav Behr waren Schwäger.

## Leben
Weißker besuchte 1823 bis Ostern 1834 das Gymnasium Rutheneum in Schleiz und studierte nach dem Abitur Staats- und Rechtswissenschaften in  Leipzig. Am 28. Februar 1838 wurde er zum Notar in Gera verpflichtet, Am 17. Juli 1839 wurde er Untergerichtsadvokat in Gera und gleichzeitig Gerichtshalter in Liebschwitz, einer sächsischen Exklave und in den Patrimonialgerichten Loitzsch und Söllmnitz (siehe auch Gerichte in Reuß jüngerer Linie). 1844 gab er die Gerichtshalterei wegen des Missverhältnisses von Aufwand und Ertrag wieder auf.
Im März 1842 wurde er als einer von drei Kandidaten für den Ersten Ratsassessor der Stadt Schleiz gewählt, vom Fürsten aber nicht bestätigt. Im März 1848 wurde er erneut in dieses Amt gewählt nahm es aber genauso wenig an, wie die Wahl als Bürgermeister von Gera im gleichen Jahr. 1850 wurde er Leiter der allgemeinen Landeskirchen- und Schulkasse in Gera und 1852 dort Staatsanwalt. 1892 trat er in den Ruhestand.
Er vertrat gemäßigt liberale Positionen und wurde später Mitglied der NLP. Vom 19. November 1865 bis 1871 war er Mitglied im Landtag Reuß jüngerer Linie.
1867 erhielt er die Ernennung zum Justizrat und 1889 das fürstliche goldene Ehrenkreuz.